# 柳沢怜
柳沢 怜（やなぎさわ れい、1976年10月19日 - ）は、TBSラジオ「TBSラジオキャスター」所属のキャスター（1999年10月～）。

## 人物
- 東京都出身[1]。
- MacBookのユーザーで、ブログ公開中。
- 2025年4月21日結婚を発表。

## 出演番組
- 安住紳一郎の日曜天国（「にち10おでかけリサーチ」リポーター）[1]
- 交通情報（神奈川県警交通キャスター）[1]
- TBSラジオ・エアナビゲーション (第1部)[1]
- TBSニュース（ラジオ）（不定期）[1]
- 毒蝮三太夫のミュージックプレゼント[1]

※このほか、厳密には番組ではないがTBSテレビの「緊急地震速報」の音声も担当している。

## 過去の出演番組
- 荒川強啓 デイ・キャッチ!（「うわさの調査隊」担当）
- ストリーム 内「UCCスマイルデリバリー」アシスタント担当（ - 2004年）
  - メインMCはお笑い芸人の松丘慎吾（初代）、お笑いコンビの号泣（2代目）
- 土曜ワイドラジオTOKYO 永六輔その新世界（「乙女探検隊」等のコーナー担当）
- 全国こども電話相談室（「出張!こども電話」のコーナー担当）
- アップルTIPS（MC担当）
- たまむすび（東京消防庁情報キャスター）[1]